# PRW-13

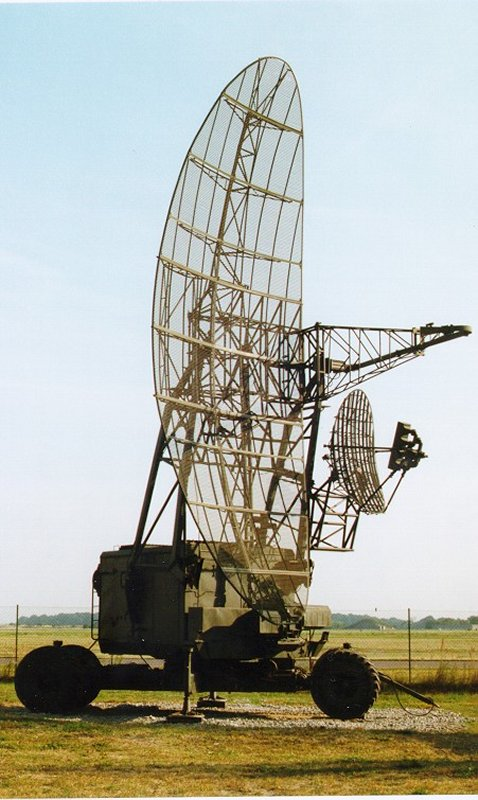
Kabina nadawczo-odbiorcza PRW-13

PRW-13 (kod NATO: Odd Pair; nazwa polska: Zofia IV i Zofia VI) – wysokościomierz radiolokacyjny radzieckiej produkcji o pułapie wykrywania do H= 85 kilometrów; modernizacja PRW-11. Stacja radiolokacyjna składa się z trzech przyczep ciągnionych przez samochody marki Kraz 255B: z przyczepy obrotowej W1 - na której znajduje się aparatura nadawczo-odbiorcza oraz antena, przyczepy wskaźnikowej W2 z rezerwowym agregatem AD-30, przyczepy W3 na której znajduje się podstawowy zespół prądotwórczy AD-30 oraz przetwornica WPŁ-30. Załoga składa się z: dowódcy, starszego operatora, trzech operatorów, trzech elektromechaników-kierowców. Wysokościomierz PRW-13 może pracować także jako odległościomierz, posiada wskaźnik RH i D.
Nadajnik magnetronowy składa się z dwóch magnetronów w kanale 1 i 2, pracujących  po uprzednim przełączeniu (magnetron w niepracującym kanale jest podżarzany i gotowy do pracy). Magnetrony chłodzone są cieczą.  Magnetrony nie są przestrajalne, typu Mi-341 lub zamiennie MI-14. Zmiana magnetronu równa się ze zmianą częstotliwości, przestrajana jest heterodyna na triodzie dyskowej typu GS-13 lub W4B, na odpowiednie częstotliwości oznaczone literami. W Zofii IV napęd anteny realizowany był hydraulicznie a w Zofii VI elektrycznie.
Niemiecka Bundeswehra przyjęła to urządzenie, jako rozwiązanie przejściowe dla nowych landów do roku 1998. Pomimo ogromnych trudności z pozyskiwaniem części zamiennych, wysokościomierz PRW-13 miał opinię sprzętu niezawodnego i solidnego.
Szczególną cechą tej konstrukcji jest antena kompensacji listków bocznych, którą (ze względu na mniejszy rozmiar niż anteny właściwej) nazywano „Baby-Antenne”- była to antena mocowana na stałe, zaś w urządzeniu Zofia IV wahliwa. PRW-13 (Zofia VI) składała się ze sprawdzonych podzespołów lampowych  w kombinacji z podzespołami na tranzystorach, jak i podzespołami zawierającymi układy scalone które wykorzystywane były w układach układy TES, w Zofii IV układy te zbudowane były na lampach pamięciowych typu ŁN-12.
| Specyfikacja PRW-13                | Specyfikacja PRW-13                                                  |
| ---------------------------------- | -------------------------------------------------------------------- |
| Zakres częstotliwości              | od 2,5 do 2,7 GHz                                                    |
| Częstotliwość powtarzania impulsów | 400 Hz                                                               |
| Czas trwania impulsu               | 1,5 i 3 µs                                                           |
| Moc szczytowa                      | 1,6 MW                                                               |
| Średnia moc                        | 1 kW                                                                 |
| Maksymalny zasięg                  | 400 km                                                               |
|                                    |                                                                      |
| Czas obrotu anteny                 | zależna od umiejętności operatora, automatycznie ~30 s na 360 stopni |